# Pimpinella koelzii
Pimpinella koelzii är en flockblommig växtart som beskrevs av Minosuke Hiroe. Pimpinella koelzii ingår i släktet bockrötter, och familjen flockblommiga växter. Inga underarter finns listade i Catalogue of Life.